# Leptosomatum micoletzkyi
Leptosomatum micoletzkyi är en rundmaskart som beskrevs av John Inglis 1971. Leptosomatum micoletzkyi ingår i släktet Leptosomatum och familjen Leptosomatidae. Inga underarter finns listade i Catalogue of Life.